# Kia Stevens
 (juillet 2021).
Kia Stevens (née le 4 septembre 1977 à Carson), plus connue sous le nom de Awesome Kong est une catcheuse (lutteuse professionnelle) et actrice américaine.
Notamment connue pour ses mensurations importantes pour une catcheuse (5′ 10″ (1,78 m) pour 275 lb (125 kg)), Stevens a remporté de multiples titres sur le circuit indépendant américain et au Japon où elle lutte sous les noms d'Amazing Kong avant de changer son nom en Awesome Kong. À la Total Nonstop Action Wrestling, elle a été deux fois Championne féminine des Knockout et une fois Championne par équipe des Knockout (avec Hamada).
Stevens fait également un passage à la World Wrestling Entertainment entre 2011 et 2012, où elle utilisait le nom de Kharma. Elle ne participera cependant qu'à un seul match, le Royal Rumble match, en 2012.

## Carrière

### Entrainement et diverses fédérations japonaises (2002-2007)
Kia est entraînée par Jesse Hernandez. Elle fait ses débuts à l'Empire Wrestling Federation, la fédération d'Hernandez et par la suite elle décide de poursuivre sa carrière au Japon.
Une fois au Japon elle rejoint l'All Japan Women's Pro-Wrestling (AJW). Stevens débute sous le nom de Amazing Kong à la AJW le 20 octobre 2002. C'est cependant à la Ladies Legend Pro Wrestling (LLPW) qu'elle obtient le 3 décembre 2003 son premier titre de championne par équipe avec Eagle Sawai après leur victoire sur Shinobu Kandori et Takako Inoue en finale d'un tournoi.
Le 4 janvier 2004, elle devient championne du monde de la World Women's Wrestling Association (WWWA) en battant Ayako Hamada durant un spectacle de l'AJW. Trois semaines après cette victoire, son règne de champion par équipe de la LLPW face à Shinobu Kandori et Takako Inoue. Le 2 mai, elle perd son titre de championne de la WWWA face à Hamada. Elle fait équipe avec Aja Kong avec qui elle remporte le championnat par équipe de la GAEA Japan le 5 mai après leur victoire sur Chigusa Nagayo et Lioness Asuka et gardent ce titre jusqu'au 20 septembre et leur défaite face à Carlos Amano et Manami Toyota,. Avec Aja Kong, elles obtiennent le championnat du monde par équipes de la WWWA le 6 octobre et en deviennent les dernières championnes car l'AJW ferme en avril 2005.
Après la fermeture de l'AJW, Stevens rejoint la Hustle où elle prend le nom de Margaret et a un gimmick à vocation comique. Elle continue à faire équipe avec Aja Kong qui se fait appeler Erica et le 17 juin 2006 elles deviennent championnes par équipe Super de la Hustle après leur victoire sur Ryoji Sai et Wataru Sakata (en). Ce règne prend fin après leur défaite face à la Team 3D (Brother Ray et Devon) le 9 octobre.

### Circuit indépendant américain (2006-2007)
Elle retourne aux États-Unis en 2006 et réutilise le nom d'Amazing Kong. Elle devient le 20 mai championne féminine de la Pro Wrestling WORLD-1, une fédération basée en Pennsylvanie, après sa victoire sur Allison Danger.
Le 14 janvier 2007, elle remporte le championnat du monde féminin de l'American Wrestling Association Superstars of Wrestling (AWA) face à Nanae Takahashi (en). Le 5 mai, elle obtient le titre de championne du monde féminin de la National Wrestling Alliance après sa victoire sur MsChif (en) dans un match où le titre de championne de l'AWA de Kong est aussi en jeu. Son règne de championne de l'AWA prend fin huit jours plus tard quand Takahashi la bat dans un spectacle organisé par l'Inoki Dojo USA.

### Shimmer Women Athletes (2006-2013)
Elle commence à travailler ponctuellement pour la Shimmer Women Athletes le 21 mai 2006 où au cours de l'enregistrement de SHIMMER Volume 5 elle bat Nikki Roxx puis pour SHIMMER Volume 6 elle fait équipe avec Lexie Fyfe (en) et Malia Hosaka et elles remportent leur match face à Ariel (en), Cindy Rogers et Josie (en),.

### Total Nonstop Action Wrestling (2007-2010)
Le 11 octobre, elle remporte son premier match à la Total Nonstop Action Wrestling (TNA) de manière expéditive face à Gail Kim. Trois jours plus tard durant Bound for Glory, elle est l'une des participantes du Gauntlet match pour désigner la première championne féminine des Knockout de la TNA où elle se fait éliminer par Angel Williams, O.D.B. et Kim.

### World Wrestling Entertainment (2010-2012)
Le 29 décembre 2010, il est officiellement annoncé que Kia Stevens a signé un contrat avec la World Wrestling Entertainment. Le 11 avril 2011 à Raw, la WWE diffuse une vidéo de promotion où on la voit décapiter une poupée pour enfants en riant.
Sa première apparition à la WWE se fait lors d'Extreme Rules 2011, où elle porte pour la première fois son Implant Buster sur Michelle McCool, qui venait de perdre son match contre Layla. Elle apparait par la suite à Raw et à SmackDown en agressant des catcheuses heel, à savoir Maryse et Alicia Fox. Elle semble alors être une catcheuse face, malgré son attitude agressive. Cependant, le 9 mai à Raw, elle attaque Eve Torres, une catcheuse pourtant face, qui venait de remporter son match par équipe avec Kelly Kelly contre les Bella Twins ce qui laisse Kelly Kelly terrorisée. Elle effectue donc un tweener turn. Le 13 mai à SmackDown, elle vient porter son Implant Buster sur Layla, qui venait d'annoncer sa blessure au genou. Puis, elle fusille du regard Michael Cole, qui partira se réfugier dans sa mine. Le 16 mai, après la victoire de Kelly Kelly face à la championne des Divas Brie Bella, Kharma intervient et porte son Implant Buster sur Nikki Bella et tire sur les cheveux de Kelly. Puis, elle relève Kelly Kelly, la tape sur le front et s'en va ce qui nous laisse présumer qu'elle est devenue heel. Le 23 mai à Raw, elle interrompt un match de divas à 4 contre 4, et s'effondre dans le ring en pleurant. Elle s'explique le 30 mai à Raw, en annonçant officiellement sa grossesse et son retrait temporaire du ring. Après son explication, elle devient la cible des moqueries des Bella Twins.
Elle fait une apparition au début de 2012, lors du Royal Rumble, en entrant 21e au Royal Rumble match, et devient ainsi la troisième femme à avoir participé à un Royal Rumble (après Chyna et Beth Phoenix). Elle parvient à éliminer Hunico, mais se fera éliminer par Dolph Ziggler. Depuis, elle n'est plus réapparue à la WWE car son bébé est mort-né, ce qui l'a beaucoup affectée. Le site Diva Dirt a annoncé que Kharma avait repris l'entrainement après sa fausse couche. En juillet 2012, Kharma est libérée de son contrat avec la WWE.

### Retour sur le circuit Indépendant (2012-2015)
Après sa libération, Kia Stevens décide de retourner sur le Circuit Indépendant, et reprend son ancien nom de ring: Amazing Kong.
Elle participera à un gala de la NWA Florida Underground, sous le nom de Awesome Kong le 17 novembre, pour affronter, en compagnie de Jazz, l'équipe de Allisin Kay et Taylor Made (Made In Sinn). C'est son premier match depuis sa participation au Royal Rumble 2012.
Lors de SHINE 8, le 23 mars, elle perd dans un Tag Team Match avec Angelina Love, Christina Von Eerie & Mia Yim contre Valkyrie (Allysin Kay, Ivelisse, Rain & Taylor Made). Lors de Volume 53, elle bat Mia Yim.
Elle fait ses débuts lors de Bombshelles Ladies Of Wrestling où elle bat Amy Lee dans un Falls Count Anywhere.
Lors de Bombshells Ladies Of Wrestling, elle bat Amy Lee dans un First Blood Match.

### Retour à la Total Nonstop Action Wrestling et départ (2015-2016)
Le 7 janvier 2015, Kong fait son retour après une battle royal et elle a eu une altercation avec Havok dans le ring. Elle porte ensuite un chokeslam à l'arbitre Brian Stiffler.
Lors de Bound for Glory, elle ne parvient pas a battre Gail Kim, pour le TNA Women's Knockout Championship.
Le 5 février 2016, elle quitte la TNA.

### All Elite Wrestling (2019-2021)
Le 25 mai 2019, elle fait ses débuts à la All Elite Wrestling en perdant un 4-Way match contre Britt Baker impliquant aussi Kylie Rae et Nyla Rose. Le 31 août lors de All Out, elle perd une battle royale.
Au fil des semaines suivantes, Kong commença à apparaître avec Brandi Rhodes. Lors de Fyter Fest, après que Britt Baker ait remporté son match face à Bea Priestley, Rhodes et Kong sont venues attaquer Priestley avant de lui couper une mèche de cheveux.
Le 4 décembre lors de Dynamite, Kong et Rhodes essayent de recruter Kris Statlander mais une fan dans le public demande à prêter serment à Brandi qui lui rasa la tête avant de retourner en coulisses avec elle.
Le 1er juin 2021, la AEW ne renouvelle pas son contrat avec la compagnie.

## Carrière d'actrice
Elle commence sa carrière d'actrice en jouant le rôle de Tammé « the Welfare Queen » Dawson dans la série proposé par Netflix, GLOW (série télévisée).

## Carrière dans les arts-martiaux mixtes
Stevens s'essaie aux arts martiaux mixtes en 2006 au sein de la Shooto le 19 août. Elle y remporte son unique combat par K.O. technique au deuxième round après plusieurs coups de poing face à la japonaise Rika Shimizu.
| 1 combats      | 1 victoires | 0 défaites |
| Par KO         | 1           | 0          |
| Par soumission | 0           | 0          |
| Sur décision   | 0           | 0          |

| Résultat | Record | Adversaire   | Méthode                         | Événement         | Date         | Round | Temps | Lieu                           | Notes                                           |
| -------- | ------ | ------------ | ------------------------------- | ----------------- | ------------ | ----- | ----- | ------------------------------ | ----------------------------------------------- |
| Victoire | 1-0    | Rika Shimizu | K.O. technique (coups de poing) | Wrestle Expo 2006 | 19 août 2006 | 2     | 1:05  | Waterfront Center, Tokyo Japon | Unique combat d'arts martiaux mixte de Stevens. |

## Palmarès
- All Japan Women's Pro-Wrestling

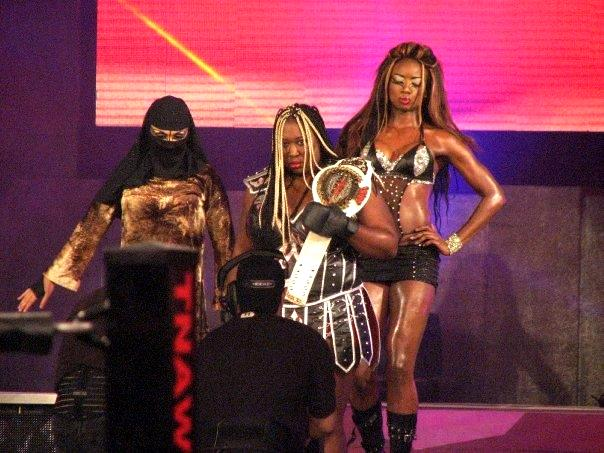
Amazing Kong avec la ceinture de Championne des Knockout de la TNA.

  - 1 fois Championne du Monde poids lourds de la WWWA
  - 1 fois Championne du Monde par équipes de la WWWA avec Aja Kong
  - Japan Grand Prix (2003)

- AWA Superstars of Wrestling
  - 1 fois AWA Superstars World Women's Champion

- ChickFight
  - ChickFight IX

- GAEA Japan
  - 1 fois Championne par équipes de la AAAW avec Aja Kong

- HUSTLE
  - 1 fois Hustle Super Tag Team Champion avec Aja Kong

- Ladies Legend Pro Wrestling
  - 1 fois Championne par équipes de la LLPW avec Aja Kong

- National Wrestling Alliance
  - 1 fois Championne du Monde féminine de la NWA

- NEO Ladies Pro Wrestling
  - 2 fois Championne par équipes de la NEO avec Matsuo Haruka et Kyoko Kimura

- Pro Wrestling WORLD-1
  - 1 fois WORLD-1 Women's Champion

- Total Nonstop Action Wrestling/Impact Wrestling
  - 2 fois Championne des Knockout de la TNA
  - 1 fois Championne par équipes des Knockout avec Hamada
  - Impact Hall of Fame (2021)

- Pro Wrestling Illustrated
  - PWI Woman of the Year en 2008[26]
  - Top 50 Females

| Année     | 2008   | 2009   | 2010   | 2015   |
| Rang      | 1      | 6      | 14     | 21     |
| Référence | [ 27 ] | [ 28 ] | [ 29 ] | [ 30 ] |